# ريوسوكي توشيا
ريوسوكي توشيا (باليابانية: 土屋良輔) هو متزلج سريع ياباني، ولد في 29 ديسمبر 1994.

## وصلات خارجية
- ريوسوكي توشيا على موقع SpeedSkatingBase.eu (الإنجليزية)
- ريوسوكي توشيا على موقع SpeedSkatingNews.info (الإنجليزية)
- ريوسوكي توشيا على موقع SpeedSkatingStats.com (الإنجليزية)
- ريوسوكي توشيا على موقع اللجنة الأولمبية الدولية (الإنجليزية)
- ريوسوكي توشيا على موقع أوليمبيديا (الإنجليزية)